# Morne Constant
Le morne Constant est le point culminant de l'île de Marie-Galante dans l'archipel de la Guadeloupe. Il est localisé au nord-est du territoire de la commune de Capesterre-de-Marie-Galante, entre les lieux-dits de Desruisseaux et de Gros Morne.

## Géologie
Sommet du plateau calcaire circulaire de l'île – dite la « Grande Galette » par opposition au relief escarpé de Basse-Terre – le morne Constant s'élève à 204 mètres. Il correspond, dans les faits, au point altimétriquement le plus élevé près du rebord de la falaise orientale du plateau marie-galantais, déclinant de quelques dizaines de mètres seulement vers le centre de l'île, plutôt qu'à une réelle éminence distinguable.

## Parc éolien du morne Constant
Entouré de champs cultivés et exposé aux vents dominants, le morne Constant est depuis 2000-2002 le lieu d'accueil d'un parc éolien contribuant à la production d'électricité en Guadeloupe à des fins d'indépendance énergétique de l'île de Marie-Galante, qui est très dépendante des énergies fossiles. Ce parc regroupe vingt-trois éoliennes bipales rétractables – pour faire face aux cyclones et aux tempêtes tropicales – d'une puissance individuelle de 60 kW pour une puissance totale installée de 1 380 kW opérés par la société Quadran désormais filiale du groupe Total.